# Филип Грбић
Филип Грбић (Београд, 1984) српски је књижевник и преводилац. Добитник је Награде „Милош Црњански” за роман „Руминације о предстојећој катастрофи” и Награде „Бранко Ћопић” за роман „Прелест”.

## Биографија
Филип Грбић је рођен у Београду, где је завршио Трећу београдску гимназију и студије филозофије на Филозофском факултету. Ради као библиотекар и професор филозофије у средњој школи.
За први роман „Руминације о предстојећој катастрофи” награђен је Наградом Милош Црњански (2017), а за други роман „Прелест” освојио је Награду Бранко Ћопић (2018). „Прелест” објављен је и на француском језику.
Члан је Удружења књижевних преводилаца Србије. Преводи са руског, немачког и енглеског.

## Дела
Романи
- „Руминације о предстојећој катастрофи” (2017)
- „Прелест” (2018)
- „Канон потиштеног ума” (2023)